# جون جيرالد دريسكول الثالث
جون جيرالد دريسكول الثالث (بالإنجليزية: John Gerald Driscoll III)‏ هو متسابق يخت أمريكي، ولد في 1924، وتوفي في 12 مارس 2011.